# Richard Darbois
Pour les articles homonymes, voir Darbois.
Richard Guimond, dit Richard Darbois, est un acteur franco-canadien, né le 7 décembre 1951 à Verdun (Québec).
Spécialisé dans le doublage et de la voix off en France, il est connu pour être la voix française régulière de nombreux acteurs dont Harrison Ford, Danny Glover, Richard Gere, Jeff Goldblum, ainsi qu'une voix récurrente de Dan Aykroyd, Patrick Swayze, Bill Murray, Liam Neeson, George Clooney, Arnold Schwarzenegger, Sylvester Stallone, Tom Berenger et Richard Chamberlain.
Au sein de l'animation, il a participé à de nombreuses œuvres pour les Studios Disney, prêtant notamment sa voix à Buzz l'Éclair dans la saga Toy Story et la série Les Aventures de Buzz l'Éclair, au Génie dans Aladdin, à Oogie Boogie dans L'Étrange Noël de monsieur Jack, à Shan-Yu dans Mulan, à Bruce dans Le Monde de Nemo, à M. Waternoose dans Monstres et Cie, Kazar le Gnou dans The Wild, ou encore à Louis dans La Princesse et la Grenouille.
Il a par ailleurs prêté sa voix à Batman dans plusieurs séries et films d'animation des années 1990 (dont Batman, la série animée) et à Albator dans l'anime Albator, le corsaire de l'espace.
Il est l’un des comédiens de doublage les plus actifs de sa génération, comme Jean-Claude Michel l’était pour la précédente.
Il est parallèlement connu pour être, avec Donald Reignoux, la voix off de la station de radio NRJ depuis 1993, ou encore de certaines marques pour des publicités, et d'émissions télévisées (notamment Danse avec les stars).

## Biographie

### Jeunesse et études
Richard Joseph Jean Denis Guimond naît le 7 décembre 1951 à Verdun, à l'époque une ville voisine de Montréal (Québec). 
Son père, Olivier Guimond, est humoriste, sa mère Jeanne-d'Arc Charlebois, chanteuse,.
En 1955, l'année de ses 4 ans, ses parents se séparent et sa mère part faire carrière en Europe, accompagnée de ses enfants, où elle prend le nom d'artiste de Jeanne Darbois, nom de famille qu'adopteront ses enfants.

### Carrière
Dans les années 1970, au début de sa carrière d'acteur, Richard Darbois apparaît dans plusieurs films érotiques soft, puis dans quelques films pornographiques dans lesquels il est remplacé par une doublure pour les scènes de sexe. Il s'oriente ensuite vers le doublage où il se spécialise, ce domaine finissant par représenter l'essentiel de son activité.
Il officie depuis dans de nombreuses versions françaises pour des films et séries télévisées en passant par l'animation. Il double en effet Harrison Ford, Richard Gere, Danny Glover et Jeff Goldblum et a doublé de manière récurrente dans tous leurs premiers films Bill Murray, Patrick Swayze, Arnold Schwarzenegger, Liam Neeson, George Clooney et même Sylvester Stallone (durant une certaine période, Alain Dorval, voix habituelle à l'époque de Stallone, était en froid avec les studios, à la suite de revendications syndicales,).
Il module également sa voix en fonction des acteurs qu'il double : s'il conserve sa voix normale pour Harrison Ford (qui possède lui aussi une voix très grave), Richard Chamberlain, Sylvester Stallone, Arnold Schwarzenegger, Michael Ironside ou encore Keith Richards (qui incarne Teague Sparrow, le père de Jack Sparrow, dans le troisième volet de Pirates des Caraïbes), il prend une voix nettement moins grave pour Richard Gere, Jeff Goldblum et encore moins grave pour Dan Aykroyd, Bill Murray et Patrick Swayze (sauf dans le film Secrets de famille, où il garde sa voix normale). Pour Danny Glover, il se contente d'ajouter un léger accent noir afro-américain.
Il est également la voix française de Batman sur plusieurs séries d'animation (Batman de 1992, Superman, l'Ange de Metropolis, Batman de 1997), d'Albator, de Buzz l'Éclair (Toy Story), de Biff Tannen dans Retour vers le futur et du Génie d'Aladdin ; il est encore la voix off officielle de la radio NRJ depuis 1993, la voix off officielle de la chaîne NRJ 12 de sa création en 2005 jusqu'à sa disparition en 2025, et la voix off de l'émission Danse avec les stars sur TF1 depuis 2011.
En 2024, il reprend son rôle de Batman dans le court-métrage animé Blood Snow, qui présente un style visuel inspiré des comics et des dessins à l’encre.

### Vie privée
Richard Darbois s'installe en Guadeloupe avec son épouse, avec laquelle il a eu un fils. Il continue cependant à enregistrer des annonces pour NRJ, la firme lui ayant installé un studio sur place. Il continue également d'effectuer quelques doublages au cinéma, principalement sur Harrison Ford et de manière occasionnelle sur d'autres acteurs comme Jeff Goldblum (en alternance avec Bernard Lanneau) ou Dan Aykroyd dans les derniers films SOS Fantômes.

## Théâtre
- 1963 : Un mois à la campagne d'Ivan Tourgueniev, mise en scène André Barsacq, théâtre de l'Atelier
- 1971 : Madame Jonas dans la baleine de René Barjavel, mise en scène Jacques Charon, théâtre des Bouffes-Parisiens
- 1979 : Je veux voir Mioussov de Valentin Kataiev, adaptation Marc-Gilbert Sauvajon, mise en scène Jacques Fabbri), théâtre du Palais-Royal puis théâtre des Variétés ;
- 1981 : Le Tout pour le tout, avec Michèle Morgan et Pierre Mondy, théâtre du Palais-Royal
- Pauvre France avec Jean Lefebvre, théâtre du Palais-Royal
- Vacances de rêves, théâtre du Gymnase
- 1995 : Le Vison voyageur de Ray Cooney et John Chapman, mise en scène Patrick Guillemin, théâtre de la Michodière

## Filmographie

### Cinéma

#### Longs métrages
- 1973 : Prenez la queue comme tout le monde de Jean-François Davy
- 1974 : Q ou Au plaisir des dames de Jean-François Davy
- 1975 : La Vie sentimentale de Walter Petit ou Hard Love (en version hardcore) de John Thomas : Walter Petit
- 1975 : À bout de sexe de John Thomas
- 1975 : La Villa d'Alain Nauroy
- 1975 : Dans la chaleur de Julie de John Thomas
- 1976 : Luxure de Max Pécas : Peter, le jeune marié et Jacques Delambre, l'ex de Laure
- 1976 : P... comme pénétration d'Alain Nauroy
- 1976 : Débordements de plaisir d'Alain Nauroy (sous le pseudonyme de Lino Ayranu)
- 1976 : Safari porno d'Alain Nauroy
- 1977 : Le Cri du désir d'Alain Nauroy
- 1977 : Cailles sur canapé de John Thomas
- 1977 : Pornotissimo de John Thomas
- 1978 : Emmanuelle et Lola d'Henri Sala
- 1978 : Freddy de Robert Thomas : Nicolas Corban
- 1979 : Comme une femme de Christian Dura
- 1995 : Les Bidochon de Serge Korber
- 2005 : Brice de Nice de James Huth : voix de Bodhi
- 2010 : Le Village des ombres de Fouad Benhammou : le baron d'Arbois
- 2016 : Brice 3 de James Huth : voix de Bodhi
- 2025 : Dans l'ombre de Marlow de Aurélien Harzoune et Bertrand Mineur : Le Guide

#### Courts-métrages
- 1963 : Une petite fugue de Guy Suzuki

### Télévision
- 1964 : Le Théâtre de la jeunesse : Méliès, le magicien de Montreuil-sous-Bois, téléfilm de Jean-Christophe Averty
- 1965 : Marie Curie, une certaine jeune fille de Pierre Badel
- 1966 : En votre âme et conscience, épisode Le Crime de Sezegnin de Pierre Nivollet
- 1970 : Sébastien et la Mary-Morgane de Cécile Aubry
- 1970 : Les Enquêteurs associés de Gilles Grangier, Serge Korber et Jean Salvy
- 1980 : L'Aéropostale, courrier du ciel de Gilles Grangier
- 1987 : Florence ou la Vie de château de Serge Korber
- 1990 : L'Ordinateur amoureux d'Henri Helman : Jomin
- 1991 : Bébé express de François Dupont-Midy : Marc, le meilleur ami d'Agathe
- 1992 : Tout ou presque de Claude Vital
- 1994 : L'Aigle et le Cheval de Serge Korber
- 1997 : Les Petites Bonnes de Serge Korber
- 2002 : Patron sur mesure de Stéphane Clavier
- 2006 : Fixion, web-série de Fouad Benhammou

## Doublage
Note : Les dates inscrites en italique correspondent aux sorties initiales des films dont Richard Darbois a assuré le redoublage ou le doublage tardif.

### Cinéma

#### Films
- Harrison Ford dans :
  - Blade Runner (1982) : Rick Deckard
  - Witness (1985) : John Book
  - Working Girl (1988) : Jack Trainer
  - Indiana Jones et la Dernière Croisade (1989) : Dr Henry « Indiana » Jones Junior[a]
  - Présumé Innocent (1990) : Rusty Sabich
  - À propos d'Henry (1991) : Henry Turner
  - Jeux de guerre (1992) : Jack Ryan
  - Le Fugitif (1993) : Richard Kimble
  - Danger immédiat (1994) : Jack Ryan
  - Jimmy Hollywood (1994) : Harrison Ford (caméo)
  - Sabrina (1995) : Linus Larrabee
  - Ennemis rapprochés (1997) : Tom O'Meara
  - Air Force One (1997) : le président James Marshall
  - Six jours, sept nuits (1998) : Quinn Harris
  - L'Ombre d'un soupçon (1999) : Dutch Van Den Broeck
  - Apparences (2000) : Norman Spencer
  - K-19 : Le Piège des profondeurs (2002) : Alexei Vostrikov
  - Hollywood Homicide (2003) : Joe Gavilan
  - Firewall (2006) : Jack Stanfield
  - Indiana Jones et le Royaume du crâne de cristal (2008) : Dr Henry « Indiana » Jones Junior
  - Droit de passage (2009) : Max Brogan
  - Brüno (2009) : Harrison Ford
  - Mesures exceptionnelles (2010) : Dr Robert Stonehill
  - Morning Glory (2010) : Mike Pomeroy
  - Cowboys et Envahisseurs (2011) : le colonel Woodrow Dolarhyde
  - La Stratégie Ender (2013) : le colonel Hyrum Graff
  - Paranoia (2013) : Jock Goddard
  - 42[b] (2013) : Branch Rickey
  - Légendes vivantes (2013) : Mack Tannen
  - Expendables 3 (2014) : Max Drummer
  - Adaline (2015) : William Jones
  - Star Wars, épisode VII : Le Réveil de la Force (2015) : Han Solo
  - Blade Runner 2049 (2017) : Rick Deckard
  - Star Wars, épisode IX : L'Ascension de Skywalker (2019) : Han Solo
  - L'Appel de la forêt (2020) : Jack Thornton
  - Indiana Jones et le Cadran de la destinée (2023) : Dr Henry « Indiana » Jones Junior
  - Captain America: Brave New World (2025) : le président Thaddeus « Thunderbolt » Ross / Red Hulk
- Danny Glover dans :
  - La Couleur pourpre (1985) : « Monsieur » Albert Johnson
  - L'Arme fatale (1987) : Roger Murtaugh
  - Air Force Bat 21 (1988) : capitaine Bartholomew Clark
  - L'Arme fatale 2 (1989) : Roger Murtaugh
  - Le Vol de l'Intruder (1991) : le commandant Frank « Dooke » Camparelli
  - Danger public (1991) : Raymond Campanella
  - L'Arme fatale 3 (1992) : Roger Murtaugh
  - Le Saint de Manhattan (1993) : Jerry / narrateur
  - Bopha ! (1993) : Micah Mangena
  - Maverick (1994) : le chef des voleurs de banque
  - Une équipe aux anges (1994) : George Knox
  - Opération Dumbo Drop (1995) : Sam Cahill
  - La Piste du tueur (1997) : Bob Goodall
  - L'Idéaliste (1997) : le juge Tyrone Kipler
  - Pêche Party (1997) : Gus Green
  - L'Arme fatale 4 (1998) : Roger Murtaugh
  - Beloved (1998) : Paul D. Garner
  - Taxis pour cible (2001) : Hershey
  - La Famille Tenenbaum (2001) : Henry Sherman
  - Saw (2004) : l'inspecteur David Tapp
  - The Cookout (2004) : le juge Crowley
  - Raymond (2006) : Ken Hollister
  - Dreamgirls (2006) : Marty Madison
  - Shooter, tireur d'élite (2007) : le colonel Isaac Johnson
  - Soyez sympas, rembobinez (2008) : Elroy Fletcher
  - Night Train (2009) : Miles
  - Legendary (2010) : Harry « Red » Newman
  - Panique aux funérailles (2010) : oncle Russell
  - 2047: The Final War (2014) : Sponge
  - Dirty Papy (2016) : Stinky
  - Mr. Pig (2016) : Ambrose
  - Almost Christmas (2016) : Walter Meyers
  - Monster Cars (2017) : M. Weathers
  - Mission : cadeaux (2023) : Santa Claus
- Richard Gere dans :
  - Sans pitié (1986) : Eddie Jillette
  - Pretty Woman (1990) : Edward Lewis
  - Sang chaud pour meurtre de sang-froid (1992) : le docteur Isaac Barr
  - Intersection (1994) : Vincent Eastman
  - Red Corner (1997) : Jack Moore
  - Le Chacal (1997) : Declan Mulqueen
  - Just Married (ou presque) (1999) : Ike Graham
  - Un automne à New York (2000) : Will Keane
  - Docteur T et les Femmes (2000) : le docteur Sullivan Travis, dit « docteur T »
  - La Prophétie des ombres (2002) : John Klein
  - Infidèle (2002) : Edward Sumner
  - Chicago (2002) : Billy Flynn
  - Shall We Dance ? (2004) : John Clark
  - Les Mots retrouvés (2005) : Saul
  - Faussaire (2006) : Clifford Irving
  - The Hunting Party (2007) : Simon Hunt
  - Nos nuits à Rodanthe (2008) : Dr Paul Flanner
  - Hatchi (2009) : Parker Wilson
  - L'Élite de Brooklyn (2010) : Eddie Dugan
  - Secret Identity (2011) : Paul Shepherdson
  - Arbitrage (2012) : Robert Miller
  - My Movie Project (2013) : Boss
  - Indian Palace : Suite royale (2015) : Guy
  - Norman (2017) : Norman Oppenheimer
  - Les Trois Christs (2017[c]) : Dr Alan Stone
- Dan Aykroyd dans : 
  - SOS Fantômes (1984) : Dr Raymond « Ray » Stantz
  - Drôles d'espions (1985) : Austin Millbarge
  - J'ai épousé une extra-terrestre (1988) : Steven Mills
  - SOS Fantômes 2 (1989) : Dr Raymond Stantz
  - My Girl (1991) : Harry Sultenfuss
  - Les Experts (1992) : « Maman »
  - My Girl 2 (1994) : Harry Sultenfuss
  - L'Irrésistible North (1994) : Pa Tex
  - Casper (1995) : Dr Raymond Stantz (caméo)
  - Sergent Bilko (1996) : le colonel John T. Hall
  - Président ? Vous avez dit président ? (1996) : le président William Haney
  - Blues Brothers 2000 (1998) : Elwood Blues
  - Pearl Harbor (2001) : le capitaine Thurman
  - Évolution (2001) : le gouverneur Lewis
  - Le Sortilège du scorpion de jade (2001) : Chris Magruder
  - Amours suspectes (2002) : Max Beasley
  - Amour et Amnésie (2004) : Dr Keats
  - Un Noël de folie ! (2004) : Vic Frohmeyer
  - Quand Chuck rencontre Larry (2007) : le capitaine Phineas J. Tucker
  - SOS Fantômes : L'Héritage (2021) : Dr Raymond « Ray » Stantz
  - SOS Fantômes : La Menace de glace (2024) : Dr Raymond « Ray » Stantz
- Jeff Goldblum dans :
  - Silverado (1985) : Calvin « Slick » Stanhope
  - Transylvania 6-5000 (1985) : Jack Harrison
  - La Mouche (1986) : Seth Brundle
  - Beyond Therapy (1987) : Bruce
  - La Mouche 2 (1989) : Seth Brundle (images d'archives)
  - Jurassic Park (1993) : Dr Ian Malcolm
  - Neuf mois aussi (1995) : Sean Fletcher
  - Powder (1995) : Donald Ripley
  - Le Monde perdu : Jurassic Park (1997) : Dr Ian Malcolm
  - Mister G. (1999) : Ricky Hayman
  - Comme chiens et chats (2001) : Professeur Brody
  - Igby (2002) : D.H.
  - La Vie aquatique (2004) : Alistair Hennessey
  - Une famille très moderne (2010) : Leonard
  - Charlie Mortdecai (2015) : Milton Krampf
  - Jurassic World: Fallen Kingdom (2018) : Dr Ian Malcolm
  - Jurassic World : Le Monde d'après (2022) : Dr Ian Malcolm
  - Wicked (2024) : le Magicien d'Oz
- William Hurt dans :
  - L'Œil du témoin (1981) : Darryl Deever
  - La Fièvre au corps (1981) : Ned Racine
  - Les Copains d'abord (1983) : Nick Williams
  - Gorky Park (1983) : Arkady Renko
  - Broadcast News (1987) : Tom Grunick
  - Alice (1990) : Doug Tate
  - Je t'aime à te tuer (1990) : Harlan James
  - Le Docteur (1991) : docteur Jack MacKee
  - Smoke (1995) : Paul Benjamin
  - Michael (1996) : Frank Quinlan
  - Issue de secours (1999) : Walter Richmond
  - The King (2005) : le pasteur David Sandow
- Patrick Swayze dans :
  - Dirty Dancing (1987) : Johnny Castle
  - Steel Dawn (1987) : Nomad
  - Un flic à Chicago (1989) : Truman Gates
  - Ghost (1990) : Sam Wheat
  - Point Break (1991) : Bodhi Salver
  - Une chambre pour quatre (2002) : Roy Kirkendall
  - One Last Dance (2003) : Travis MacPhearsonLast
  - Dirty Dancing 2 (2004) : le professeur de danse
  - Georges et le Dragon (2004) : Garth, le comte de Gurnet
  - Secrets de famille (2005) : Lance
  - Points de rupture (2008) : Velvet Larry
- Sylvester Stallone dans :
  - Tango et Cash (1989) : Raymond « Ray » Tango
  - L'embrouille est dans le sac (1990) : Angelo « Snaps » Provolone
  - Demolition Man (1993) : John Spartan
  - L'Expert (1994) : Ray Quick
  - Assassins (1995) : Robert Rath
  - Copland (1997) : shérif Freddy Heflin
  - Get Carter (2000) : Jack Carter
  - Driven (2001) : Joe Tanto

- Liam Neeson dans :
  - Faute de preuves (1992) : Tony Aaron
  - Maris et Femmes (1992) : Michael Gates
  - Le Rubis du Caire (1992) : Fergus Lamb
  - Le Poids du déshonneur (1996) : Ben Ryan
  - Les Misérables (1998) : Jean Valjean
  - Love Actually (2003) : Daniel
  - Breakfast on Pluto (2006) : le père Liam McIver
  - Five Minutes of Heaven (2009) : Alistair Little

- Bill Murray dans :
  - Un jour sans fin (1993) : Phil Connors
  - Space Jam (1996) : lui-même
  - Un éléphant sur les bras (1996) : Jack Corcoran
  - Sexcrimes (1998) : Kenneth Bowden
  - Rushmore (1998) : Herman Blume
  - Osmosis Jones (2001) : Frank Detomello
  - Max la Menace (2008) : l'agent 13

- Arnold Schwarzenegger[d] dans :
  - Conan le Barbare (1982) : Conan le Cimmérien
  - Conan le Destructeur (1984) : Conan le Cimmérien
  - Kalidor (1985) : Kalidor
  - Commando (1985) : John Matrix
  - Predator (1987) : major Alan « Dutch » Schaeffer
  - Président d'un jour (1993) : lui-même

- Tom Berenger dans :
  - Randonnée pour un tueur (1988) : Jonathan Knox
  - En liberté dans les champs du seigneur (1991) : Lewis Moon
  - The Substitute (1996) : Jonathan Shale / James Smith
  - La Dernière Preuve (1998) : Jack Campioni

- Nick Nolte dans :
  - Les Premiers Beatniks (1980) : Neal Cassady
  - Under Fire (1983) : Russell Price
  - New York Stories (1989) : Lionel Dobie
  - Les Trois Fugitifs (1989) : Lucas

- Kurt Russell dans :
  - Pas vu, pas pris (1972) : Dexter Reilly
  - Captain Ron (1992) : Capitaine Ron
  - Tombstone (1993) : Wyatt Earp

- Ed Harris dans :
  - L'Étoffe des héros (1983) : John Glenn
  - Rage (1991) : Harry Seagraves
  - Stalingrad (2001) : Erwin König

- Jeff Bridges dans :
  - Starman (1984) : Starman
  - Huit millions de façons de mourir (1986) : Matthew « Matt » Scudder
  - Lignes de vie (2004) : Ted Cole

- Thomas F. Wilson dans : 
  - Retour vers le futur (1985) : Biff Tannen
  - Retour vers le futur 2 (1989) : Biff Tannen (jeune, « moyen » et vieux) / Griff
  - Retour vers le futur 3 (1990) : Biff Tannen / Bufford « Mad Dog » Tannen

- George Clooney dans :
  - Une nuit en enfer (1996) : Seth Gecko
  - Un beau jour (1996) : Jack Taylor
  - Good Night and Good Luck (2005) : Fred Friendly

- Dennis Quaid dans :
  - La Bande des quatre (1979) : Mike
  - Enemy (1984) : Willis Davidge

- Ken Wahl dans :
  - Le Policeman (1981) : Corelli
  - La Flambeuse de Las Vegas (1982) : Willie Brodax

- Mickey Rourke dans :
  - Le Pape de Greenwich Village : Charlie
  - Angel Heart : Harold S. « Harry » Angel

- John Heard dans :
  - After Hours (1985) : Thomas « Tom » Schorr
  - La Main droite du diable (1988) : Michael Carnes

- Clancy Brown dans : 
  - Highlander (1986) : Kurgan / Victor Kruger
  - Blue Steel (1990) : Nick Mann

- David Graf dans :
  - Police Academy 5 (1988) : l'officier Eugene Tackleberry
  - Police Academy 6 (1989) : l'officier Eugene Tackleberry

- Eric Roberts dans : 
  - Best of the Best (1989) : Alec Grady
  - Best of the Best 2 (1993) : Alec Grady

- Michael Ironside dans :
  - Total Recall (1990) : Richter
  - Highlander, le retour (1991) : le général Katana

- Dustin Hoffman dans :
  - Hook ou la Revanche du capitaine Crochet (1991) : Capitaine Crochet
  - Héros malgré lui (1992) : Bernie Laplante

- Ted Levine dans :
  - Le Silence des agneaux (1991) : Jame Gumb alias « Buffalo Bill »
  - La colline a des yeux (2006) : Bob Carter

- Robert John Burke dans :
  - Kalahari (1993) : Paul Parker
  - RoboCop 3 (1993) : Robocop

- Delroy Lindo dans :
  - La Rançon (1996) : l'agent Lonnie Hawkins
  - 60 secondes chrono (2000) : l'inspecteur Roland Castlebeck

- Andrew Divoff dans : 
  - Wishmaster (1997) : le djinn
  - Wishmaster 2 (1999) : le djinn

- Chevy Chase dans :
  - Le Coup du siècle (1983) : Edward « Eddie » Muntz
  - Le Maître des lieux (1995) : Jack

- 1953[e] : La Sorcière blanche : John 'Lonni' Douglas (Robert Mitchum)
- 1954[f] : Romance inachevée : Don Haynes (Charles Drake)
- 1962[g] : Lawrence d'Arabie : Aouda Abou Tayi (Anthony Quinn)
- 1965 : La Mélodie du bonheur : Kurt von Trapp (Duane Chase)
- 1971 : La Cane aux œufs d'or : Arvin Wadlow (Jack Bender)
- 1971 : Le Décaméron : Riccardo (Francesco Gavazzi)
- 1972 : La Fureur de vaincre : Ting Zhen (James Tien) (1er doublage)
- 1972 : Votez McKay : Paul Corliss (Michael Lerner)
- 1973 : Police Puissance 7 : le chauffeur de Bruno[Qui ?]
- 1973 : La Chasse aux diplômes : James T. Hart (Timothy Bottoms)
- 1974 : Refroidi à 99 % : Tony (Zooey Hall)
- 1976 : Nickelodeon : Leo Harrigan (Ryan O'Neal)
- 1977 : La Castagne : Johnny Upton (Allan F. Nicholls)
- 1977 : Sinbad et l'Œil du tigre : Rafi (Kurt Christian)
- 1977 : Le Tournant de la vie : Yuri (Mikhaïl Barychnikov)
- 1977 : On m'appelle Dollars : le kidnappeur italien (Leo Rossi)
- 1977 : Le Cercle infernal : l'agent immobilier (Nigel Havers), le réceptionniste du cours du piano (Robert Farrant) et l'assistant bibliothécaire (Julian Fellowes)
- 1978 : Ces garçons qui venaient du Brésil : Barry Kohler (Steve Guttenberg)
- 1978 : Un mariage : Dino Corelli (Desi Arnaz Jr.)
- 1979 : American Graffiti, la suite : Joe Young (Bo Hopkins)
- 1979 : Norma Rae : Sonny Webster (Beau Bridges)
- 1979 : Le Putsch des mercenaires : Hennie Muller (Patrick Mynhardt)
- 1979 : Violences sur la ville : Jerry Cole (Richard Jamison)
- 1980 : L'Empire contre-attaque : Wyron Serper (Burnell Tucker)
- 1980 : Comment se débarrasser de son patron : Eddie Smith (Ray Vitte)
- 1980 : Inferno : Mark Elliot (Leigh McCloskey)
- 1980 : My Bodyguard : Linderman (Adam Baldwin)
- 1981 : Excalibur : Lancelot du Lac (Nicholas Clay)
- 1981 : Les Chariots de feu : Harold Abrahams (Ben Cross)
- 1981 : Taps : le cadet capitaine David Shawn (Tom Cruise)
- 1981 : Halloween 2 : Gary Hunt (Hunter Von Leer)
- 1981 : Outland : Tarlow (John Ratzenberger)
- 1981 : Le facteur sonne toujours deux fois : le pompiste (Charles B. Jenkins)
- 1981 : Réincarnations : George LeMoyne / « Freddie » le photographe (Christopher Allport)
- 1981 : L'Homme de Prague : Horst Schräger (Nicholas Campbell)
- 1981 : Deux Cent Mille Dollars en cavale : Jim Meade alias D. B. Cooper : (Treat Williams)
- 1981 : L'Équipée du Cannonball : le chef des bikers (Peter Fonda)
- 1982 : Les cadavres ne portent pas de costard : Fred MacMurray (images d'archives)
- 1982 : Dar l'Invincible : Dar (Marc Singer)
- 1982 : La Descente aux enfers : Ramrod (Wings Hauser)
- 1982 : Capitaine Malabar dit La Bombe : Giorgio Desideri (Mike Miller)
- 1982 : La Fièvre de l'or : Jean Dupre (Nick Mancuso)
- 1982 : Star Trek 2 : La Colère de Khan : Joachim (Judson Scott)
- 1982 : L'Épée sauvage : le prince Talon (Lee Horsley)
- 1982 : E.T., l'extra-terrestre : un scientifique (1er doublage)
- 1982 : Monsignor : le Père John Flaherty (Christopher Reeve)
- 1983 : Christine : Buddy Repperton (William Ostrander)
- 1983 : Osterman week-end : John Tanner (Rutger Hauer)
- 1983 : Yor, le chasseur du futur : Yor (Reb Brown)
- 1983 : Un flic aux trousses : Eddie Macon (John Schneider)
- 1983 : D'origine inconnue : le vendeur de matériel de dératisation (Keith Knight)
- 1983[h] : Les Exterminateurs de l'an 3000 : Alien (Robert Jannucci)
- 1984 : Terminator : un client ayant commandé un steak grillé[Qui ?]
- 1984 : Il était une fois en Amérique : Philip « Cockeye » Stein (William Forsythe) (1er doublage)
- 1984 : Les Aventures de Buckaroo Banzaï à travers la 8e dimension : Buckaroo Banzaï (Peter Weller)
- 1984 : Cotton Club : Monk (Ed O'Ross)
- 1984 : Gremlins : M. Jones (Chuck Jones) / le shérif Brent (Jonathan Banks
- 1984 : Birdy : Ronsky (Marshall Bell) (1er doublage)
- 1984 : 2010 : L'Année du premier contact : Pr Heywood R. Floyd (Roy Scheider)
- 1984 : La Déchirure : Al Rockoff (John Malkovich)
- 1984 : Splash : l'agent de Police à l'accueil[Qui ?]
- 1984 : Police Academy : Cadet Kyle Blankes (Brant Van Hoffman)
- 1984 : Footloose : Woody (John Laughlin (en))
- 1984 : Les Rues de feu : Tom Cody (Michael Paré)
- 1984 : Runaway : L'Évadé du futur : David Johnson (Chris Mulkey)
- 1984 : La Compagnie des loups : le jeune marié (Stephen Rea)
- 1984 : A Soldier's Story : le Capitaine Davenport (Howard E. Rollins Jr.)
- 1985 : Les Goonies : Sinok (John Matuszak)
- 1985 : Chorus Line : Don (Blane Savage)
- 1985 : Mad Max : Au-delà du dôme du tonnerre : Blackfinger (George Spartels)
- 1985 : Police Academy 2 : l'agent Vinnie Schtulman (Peter Van Norden)
- 1985 : La Promise : le 1er patron (Mathew Guiness)
- 1985 : Lifeforce : le commandant Tom Carlsen (Steve Railsback)
- 1985 : Révolution : Tom Dobb (Al Pacino)
- 1985 : Ladyhawke, la femme de la nuit : un soldat de l’évêque[Qui ?]
- 1986 : Cobra : le Night-Slasher (Brian Thompson)
- 1986 : Le Maître de guerre : le commandant Malcolm A. Powers (Everett McGill)
- 1986 : Une baraque à tout casser : Max Beissart (Alexander Godunov) (1er doublage)
- 1986 : Platoon : capitaine Harris (Dale Dye)
- 1986 : Allan Quatermain et la Cité de l'or perdu : Allan Quatermain (Richard Chamberlain)
- 1986 : Police Academy 3 : le sergent Chad Copeland (Scott Thomson)
- 1986 : Femme de choc : Leland « Bird » Williams (Mykelti Williamson)
- 1986 : Salvador : Dr. Rock (James Belushi)
- 1987 : Arizona Junior : Leonard Smalls, le cavalier de l'apocalyspe (Randall Cobb)
- 1987 : La Folle Histoire de l'espace : Beurk (John Candy)
- 1987 : Boire et Déboires : David Bedford (John Larroquette)
- 1987 : La Pie voleuse : Graybow (Vyto Ruginis)
- 1987 : Les Maîtres de l'Univers : Musclor (Dolph Lundgren)
- 1988 : Qui veut la peau de Roger Rabbit : Baby Herman adulte (Lou Hirsch)
- 1988 : Beetlejuice : Otho (Glenn Shadix)
- 1988 : Willow : Madmartigan (Val Kilmer)
- 1988 : Y a-t-il un flic pour sauver la reine ? : Reggie Jackson, devant assassiner la reine
- 1988 : Bird : Buster Franklin (Keith David)
- 1989 : Kickboxer : Tong Po (Michel Qissi)
- 1989 : Haute Sécurité : Chink Weber (Sonny Landham)
- 1989 : Mélodie pour un meurtre : Terry (Michael Rooker)
- 1989 : Shocker : Horace Pinker (Mitch Pileggi)
- 1989 : Kill Me Again : le criminel de recouvrement (Robert Schuch)
- 1989 : Tap : Max Washington (Gregory Hines)
- 1989 : Opération Crépuscule : le policier militaire escortant Boyette (Johnny Lee Davenport)
- 1989 : Batman : Nick, le voyou (Christopher Fairbank)
- 1989 : Affaires privées : Jaegar (Ron Vawter)
- 1990 : Arachnophobie : Dr James Atherton (Julian Sands)
- 1990 : Navy Seals : Les Meilleurs : le pilote d'hélicoptère (Gregory McKinney)
- 1990 : Les Affranchis : Frenchy (Mike Starr)
- 1990 : Chasseur blanc, cœur noir : Harry (Clive Mantle)
- 1990 : Gremlins 2 : La Nouvelle Génération : le gremlin doué de parole (Tony Randall)
- 1990 : Comme un oiseau sur la branche : un motard de la police (Oscar Ramos)
- 1991 : JFK : Lou Ivon (Jay O. Sanders)
- 1991 : Croc-Blanc : Beauty Smith (James Remar)
- 1991 : Terminator 2 : Le Jugement dernier : Douglas (Ken Gibbel)
- 1991 : Un été en Louisiane : Matthew Trant (Sam Waterston)
- 1991 : La Liste noire : Larry Nolan (Chris Cooper)
- 1992 : Mr. Baseball : Jack Eliott (Tom Selleck)
- 1992 : Maman, j'ai encore raté l'avion ! : voix de l'animateur TV
- 1992 : Piège en haute mer : Shadow (Eddie Bo Smith Jr)
- 1992 : La Puissance de l'ange : Hoppie Gruenewald (Ian Roberts)
- 1992 : Présumé coupable : P.J. Decker (Christopher Walken)
- 1992 : Horizons Lointains : le narrateur
- 1992 : Chaplin : le maître de cérémonie (Graham Sinclair)
- 1993 : Action mutante : Ramón Yarritu (Antonio Resines)
- 1993 : Red Rock West : Wayne Brown / Kevin McCord (J. T. Walsh)
- 1993 : Wayne's World 2 : Wayne Campbell lors de la scène de Karaté (Mike Myers)
- 1993 : Lost in Yonkers : Louie Kurnitz (Richard Dreyfuss)
- 1993 : Stalingrad : Otto (Sylvester Groth)
- 1994 : Blown Away : Ryan Gaerity (Tommy Lee Jones)
- 1994 : Que la chasse commence : Doc Hawkins (Gary Busey)
- 1995 : Le Cavalier du Diable : Brayker (William Sadler)
- 1995 : Showgirls : Tony Moss (Alan Rachins)
- 1995 : Fluke : voix de Rumbo (Samuel L. Jackson)
- 1996 : Mad Dogs : Jacky Jackson le Givré (Burt Reynolds)
- 1997 : Flubber : Chester Hoenicker (Raymond J. Barry)
- 1997 : La Prisonnière espagnole : Julian « Jimmy » Dell (Steve Martin)
- 1998 : Meet the Deedles : Nemo (Robert Englund)
- 1999 : À tombeau ouvert : Dr Hazmat (Nestor Serrano)
- 1999 : Austin Powers 2 : L'Espion qui m'a tirée : voix off du générique de début
- 2002 : Ali G : le Premier ministre (Michael Gambon)
- 2002 : Scooby-Doo : N'Goo Tuana (Steven Grives)
- 2002 : Docteur Welker : Dr Paul Welker (David Jones)
- 2002 : Stuart Little 2 : le Faucon diabolique (James Woods) (voix)
- 2004 : Team America, police du monde : Spottswoode (Daran Norris) (voix)
- 2004 : Moi, Peter Sellers : Blake Edwards (John Lithgow) (2e doublage)
- 2005 : Les Frères Grimm : le père d'Angelika (Tomas Hanak)
- 2005 : Zig Zag, l'étalon zébré : Sir Trenton (Fred Thompson) (voix)
- 2006 : Mission impossible 3 : Luther (Ving Rhames)
- 2007 : Pirates des Caraïbes : Jusqu'au bout du monde : le capitaine Teague Sparrow (Keith Richards)
- 2007 : À la croisée des mondes : La Boussole d'or : Lord John Faa (Jim Carter)
- 2007 : Zodiac : la voix-off de la station-radio de la ville de San Francisco
- 2010 : Valentine's Day : Roméo Minuit (Paul Williams)
- 2014 : Pyramide : Holden (Denis O'Hare)
- 2015 : Brothers : Garson Fernandes (Jackie Shroff)
- 2017 : On s'est fait doubler ! (court métrage)[11] : l'agent bavard (Jules Dousset)
- 2021 : Space Jam : Nouvelle Ère : Yogi l'ours (Jeff Bergman) (voix)

#### Films d'animation
- 1946[i] : La Boîte à musique : le narrateur de La Baleine qui voulait chanter au Met
- 1947[j] : Coquin de printemps : Willie le Géant[k]
- 1963[l] : Mickey et le Haricot magique : Willie le Géant[k]
- 1971[m] : L'Apprentie sorcière : le roi Léonidas
- 1980 : Le Chaînon manquant : O[n]
- 1983 : Tygra, la glace et le feu : le prince Taro
- 1983 : Les Dalton en cavale : Petit-Jean, le bûcheron
- 1987 : Les Aventures des Chipmunks : Klaus Vorstein / Furschtein
- 1987 : Le Big Bang : Conan le Barbare
- 1989 : Bobo Bidon : Bébé Herman adulte
- 1990 : Charlie : Charlie[o]
- 1990 : Lapin Looping : Bébé Herman adulte
- 1993 : Aladdin : le Génie[p]
- 1993 : Panique au pique-nique : Bébé Herman adulte
- 1994 : L'Étrange Noël de monsieur Jack : Oogie Boogie[q]
- 1994 : Batman contre le fantôme masqué : Bruce Wayne / Batman[r]
- 1994 : Poucelina : l'ours
- 1995 : Le Retour de Jafar : le Génie[s]
- 1995 : Mickey perd la tête : Dr Frankenollie[t]
- 1995 : Toy Story : Buzz l'Éclair[u]
- 1996 : Charlie 2 : Charlie[o]
- 1996 : Aladdin et le Roi des voleurs : le Génie[p]
- 1997 : Toyland : Le Pays des jouets : Gonzargo, le Roi des Goblins et le Père Noël
- 1997 : Le Petit Grille-pain courageux : À la rescousse : Méfisto
- 1998 : Anastasia : Raspoutine[v],[w] (voix parlée et chantée), Vladimir[t] (voix chantée)
- 1998 : La Belle et la Bête 2 : Maestro Forte[x]
- 1998 : Mulan : Shan-Yu[y]
- 1998 : Batman et Mr. Freeze : Subzero : Bruce Wayne / Batman[r]
- 1999 : Bartok le Magnifique : Zozi[t]
- 1999 : Toy Story 2 : Buzz l'Éclair[u]
- 1999 : Le Roi et moi : le roi de Siam[z]
- 1999 : Fantasia 2000 : Penn Jillette
- 2000 : Dinosaure : Kron[aa]
- 2000 : Le Prince de Noël : Réginald
- 2000 : La Route d'Eldorado : Cortès[w]
- 2001 : Monstres et Cie : Henry J. Waternoose[ab]
- 2001 : Buzz l'Éclair, le film : Le Début des aventures : Buzz l'Éclair[u]
- 2003 : La Légende du Cid : le comte Gormas
- 2003 : Sinbad : La Légende des sept mers : Chum
- 2003 : Le Livre de la jungle 2 : Baloo[ac]
- 2003 : Le Monde de Nemo : Bruce[ad]
- 2005 : Vaillant, pigeon de combat ! : le général Von Griffes[x]
- 2006 : La Ferme en folie : Mules Miles[ae]
- 2006 : Cars : Buzz l'Éclair parodié en automobile[u]
- 2006 : The Wild : Kazar le Gnou[af]
- 2007 : Les Simpson, le film : Russ Cargill[ag]
- 2008 : Horton : Morton[ah]
- 2009 : La Princesse et la Grenouille : Louis[w]
- 2010 : Le Vilain Petit Canard : Ernie / Regis
- 2010 : Alpha et Oméga : Winston[ae]
- 2010 : Toy Story 3 : Buzz l'Éclair[u]
- 2010 : Yogi l'ours : Yogi l'ours[ai]
- 2011 : Vacances à Hawaï : Buzz l'Éclair[u] (court métrage)
- 2011 : Mini Buzz : Buzz l'Éclair[u] (court métrage)
- 2012 : Bad Toys 2 : Tomy (court métrage)
- 2013 : Albator, corsaire de l'espace : le narrateur du prologue
- 2013 : Toy Story : Angoisse au motel : Buzz l'Éclair[u] (court métrage)
- 2015 : Le Voyage d'Arlo : Butch
- 2016 : Cigognes et compagnie : Hunter[t]
- 2017 : Les As de la jungle : Igor (création de voix)
- 2017 : Toy Story : Hors du temps : Buzz l'Éclair[u] (court métrage)
- 2018 : Ralph 2.0 : Buzz l'Éclair[u]
- 2019 : Toy Story 4 : Buzz l'Éclair[u]
- 2020 : LEGO Star Wars : Joyeuses Fêtes : Han Solo
- 2021 : Teen Titans Go! découvrent Space Jam! : Bill Murray dans Space Jam[aj]
- 2021 : LEGO Star Wars : Histoires terrifiantes : Han Solo
- 2022 : LEGO Star Wars : C'est l'été ! : Han Solo
- 2023 : Il était une fois un studio : le Génie (court métrage)

### Télévision

#### Téléfilms
- Richard Chamberlain dans :
  - La Mémoire dans la peau (1988) : Jason Bourne
  - L'Ultime Voyage (1997) : Andrew McCracken
  - La Vie secrète d'une milliardaire (1999) : Bernard Lafferty
  - Le Trésor de Barbe-Noire (2006) : Charles Eden
- Danny Glover dans :
  - Au-delà des barrières (2003) : Tom Spader
  - La Prophétie du sorcier (2005) : Ogion
  - Sur le chemin du passé (2013) : Charlie Shuffleton
  - Mission : cadeaux (2023) : Le Père Noël
- Patrick Swayze dans :
  - Allan Quatermain et la Pierre des ancêtres (2004) : Allan Quatermain
  - Icône (2005) : Jason Monk
  - Le Jackpot de Noël (2007) : Wayne Saunders
- Christopher Reeve dans :
  - Anna Karénine (1985) : comte Vronsky
  - La revanche de l'au-delà (1991) : George Westfield
- Robert Urich dans : 
  - Un drôle de prof (1989) : Harry Spooner / Michael Norlon
  - Confiance aveugle (1990) : Rob Marshall
- Tom Berenger dans :
  - Otages en péril (1999) : le général Buck Swain
  - Haute Voltige sur Miami (2000) : Red Line
- 1975 : The Kansas City Massacre : deux journalistes[Qui ?]
- 1979 : Le Roman d'Elvis : Red West (Robert Gray)
- 1980 : Les Diamants de l'oubli : Norman Hall (Robert Foxworth)
- 1983 : Meurtre au champagne : Tony Browne (Anthony Andrews)
- 1983 : Un mannequin sur mesure : Tyler Burnett (Jon-Erik Hexum)
- 1990 : Mort dans l'objectif : Paul Marish (Roy Scheider)
- 1990 : Kaléidoscope : John Chapman (Perry King)
- 1990 : Silhouette : le shérif Kyle Lauder (David Rasche)
- 1990 : Le grand tremblement de terre de Los Angeles : Kevin Conrad (Richard Masur)
- 1991 : L'Ange de la destruction : le colonel Jim McQuade (Gregory Hines)
- 1991 : Neon City : Harry M. Stark (Michael Ironside)
- 1992 : Mission of justice : Kurt Harris (Jeff Wincott)
- 1992 : Un fugitif parmi nous : Cal Harper (Eric Roberts)
- 1995 : Liz : The Elizabeth Taylor Story : Richard Burton (Angus Macfadyen)
- 1995 : Cap sur l'enfer : capitaine Jack Guthrie (Kris Kristofferson)
- 1995 : Pilotes de choix : Benjamin O. Davis (Andre Braugher)
- 1996 : Harcèlement sur le web : Dr Stanton (John Wesley Shipp)
- 1996 : Une erreur de jeunesse : Tom Gardner (Lee Horsley)
- 1996 : Danielle Steel : L'anneau de Cassandra : Walmar von Gotthard (Michael York)
- 1996 : Péchés oubliés : le shérif Matthew Bradshaw (John Shea)
- 1997 : Dors ma jolie : Jack Campbell (Simon MacCorkindale)
- 2003 : War Stories : Ben Dansmore (Jeff Goldblum)
- 2003 : Scoob 2 : Scoub (Nathaniel Brendel)
- 2003 : Le Cadeau de Carole : l'esprit de Noël présent (William Shatner)
- 2021 : Friends : Les Retrouvailles : Tom Selleck

#### Séries télévisées
- Richard Chamberlain dans :
  - Les oiseaux se cachent pour mourir (1983) : le père Ralph de Bricassart (mini-série)
  - Le Rêve californien (1986) : John Charles Fremont (mini-série)
  - Les oiseaux se cachent pour mourir : Les Années oubliées (1996) : le Père Ralph de Bricassart (mini-série)
  - Will et Grace (2005) : Clyde (saison 8, épisode 4)
  - Les Arnaqueurs VIP (2006) : James Whittaker Wright III (saison 3, épisode 3)
  - Nip/Tuck (2006) : l'amant de Mitchel Skyner (saison 4, épisode 2)
  - Desperate Housewives (2007) : Glen Wingfield (saison 4, épisode 8)

- Simon MacCorkindale dans :
  - Manimal (1983) : Jonathan « Jessy » Chase (8 épisodes)
  - Force de frappe (1990-1993) : Peter Sinclair (66 épisodes)
  - Poltergeist : Les Aventuriers du surnaturel (1999) : Reed Horton (5 épisodes)
  - Sydney Fox, l'aventurière (2001-2002) : Fabrice De Viega / Tafik (3 épisodes)

- Danny Glover dans :
  - Urgences (2005) : Charlie Pratt Sr. (4 épisodes)
  - Brothers and Sisters (2007-2008) : Isaac Marshall (6 épisodes)
  - Human Target : La Cible (2010) : un client (saison 1, épisode 1)
  - Psych : Enquêteur malgré lui (2011) : Mel Hornsby (saison 6, épisode 5)

- Patrick Swayze dans :
  - Nord et Sud (1985-1986) : Orry Main (mini-série)
  - Whoopi (2004) : Tony (épisode 15)
  - The Beast (2009) : Charles Barker (13 épisodes)

- Marc Singer dans :
  - La Planète des singes (1974) : Dalton (épisode 2)
  - V (1984) : Mike Donovan (3 épisodes)

- Jeff Goldblum dans :
  - Raines (2007) : Michael Raines (7 épisodes)
  - New York, section criminelle (2009-2010) : l'inspecteur Zach Nichols (24 épisodes)

- Ian McShane dans :
  - Kings (2009) : le roi Silas Benjamin (13 épisodes)
  - Les Piliers de la Terre (2010) : Waleran Bigod (mini-série)

- 1959-1963[ak] : Laramie : Jess Harper (Robert Fuller) (124 épisodes)
- 1964-1969 :  Peyton Place : Rodney Harrington (Ryan O'Neal)
- 1965-1967 : Gallegher : Gallegher (Roger Mobley) (mini-série)
- 1977[al] : Le Renard : l'inspecteur puis commissaire Gerd Heymann (Michael Ande) (1re voix)
- 1979-1981 : Shérif, fais-moi peur : Luke Duke (Tom Wopat) (2e voix, saisons 2 et 3)
- 1979 : Racines 2 : Les Nouvelles Générations : Bubba Haywood (Bernie Casey)
- 1982 : Les Bleus et les Gris : Matthew Geyser (Cooper Huckabee) (mini-série) (2e voix)
- 1982-1986 : Hooker : détective sergent Thomas Jefferson « T.J. » Hooker (William Shatner) (90 épisodes)
- 1984 : Les Derniers Jours de Pompéi : Lydon (Duncan Regehr) (mini-série)
- 1984 : Espion modèle : Mac Harper (Jon-Erik Hexum) (7 épisodes)
- 1985 : Les Dessous d'Hollywood : Randy (Stephen Shellen) (mini-série)
- 1985-1986 : Chasseurs d'ombres : Pr Jonathan « Jon » MacKensie (Trevor Eve) (14 épisodes)
- 1987-1988 : Police 2000 : le Highwayman (Sam J. Jones)
- 1989 : Hercule Poirot : le commandant Chantry (Jon Cartwright) (saison 1, épisode 6)
- 1991-1994 : Dinosaures : Earl Sinclair (Stuart Pankin) (voix) (65 épisodes)
- 1993 : Le Rebelle : Boone Avery (Peter Koch) (saison 1, épisode 2) et Mick Casper (Greg Collins) (saison 1, épisode 16)
- 1993 : Brisco County : Barbe Noire (Andrew Divoff) (épisode 7)
- 1994-1996 : Highlander : Paul Karros (Miguel Fernandes) (saison 3, épisode 3) et Roland Kantos (Gerard Plunkett) (saison 5, épisode 1)
- 1997-1998 : Un pasteur d'enfer : le révérend Mike Weber (Dan Aykroyd) (25 épisodes)
- 2000 : Dune : le duc Leto Atréides (William Hurt) (mini-série)
- 2004 : Kingdom Hospital : le narrateur / Johnny B. Goode (Stephen King)
- 2005 : Jonny Zéro : Jericho (Samuel E. Wright) (7 épisodes)
- 2005 : Dr House : John Henry Giles (Harry Lennix) (saison 1, épisode 9)
- 2005 : Les Maîtres de l'horreur : M.C. (Robert Englund) (saison 1, épisode 3)
- 2006 : Prison Break : Aldo Burrows (Anthony John Denison) (5 épisodes)
- 2009 : Merlin : Aredian (Charles Dance) (saison 2, épisode 7)
- 2010 : Médium : Rob Walcott (Clancy Brown) (saison 7, épisode 6)
- 2019 : MotherFatherSon : Max Finch (Richard Gere)
- 2022 : Willow : Madmartigan (Jack Kilmer) (2 épisodes)
- 2022-2025 : 1923 : Jacob Dutton (Harrison Ford)

#### Séries d'animation
- 1980 : Albator 78 : Albator / voix-off (épisodes 1 à 13 et 27 à 39)
- 1984 : Lucky Luke : Petit-Jean le bûcheron (saison 1, épisode 3)
- 1990 : Le Plein de super : Darkseid
- 1990 : Zazoo U : Gros Lard
- 1992 : Inspecteur Poisson : inspecteur Bass (saison 1, épisode 2)
- 1992-1993 : Myster Mask : Grizzlikoff
- 1992-1995 : Batman la série animée : Bruce Wayne / Batman
- 1993 : Les Aventures de Fievel au Far West : Tiger
- 1993 : La Guerre des tomates : Igor Smith
- 1993-1994 : Spirou : Igor Raspoutnikoff (1re voix)
- 1994 : Bonkers : Émile Cornichon
- 1994 : Animaniacs : Squit, Flavio, Danny Glover (épisode 5), Indiana Jones (épisode 33), Ross et le Justicier Masqué (épisode 93)
- 1994 : La Petite Sirène : Simon (épisode 6)
- 1995-1998 : Aladdin : le Génie
- 1997 : Jumanji : capitaine Ismaël Squint (2e voix)
- 1997-1999 : Les Nouvelles Aventures de Batman : Bruce Wayne / Batman
- 1997-1999 : Superman, l'Ange de Metropolis : Bruce Wayne / Batman (5 épisodes)
- 2001 : Harlock Saga : Albator
- 2001 : Hercule : Zeus (voix chantée, épisode 54)
- 2001 : Les Simpson : Richard Gere (saison 13, épisode 6)
- 2001-2002 : Les Aventures de Buzz l'Éclair : Buzz l'Éclair
- 2002 : Funky Cops : Capitaine Dobbs
- 2003 : Nom de code : Kids Next Door : M. Boss/Patron, M. Fizz, Glubarbe, M. B. (dans Opération: T.V.B.B.) et le comte Panpancucu (saison 1)
- 2005 : Captain Herlock: The Endless Odyssey : Albator
- 2008 : Wakfu : Kabrok / le Corbeau noir (saison 1, épisode 3)
- depuis 2019[am] : Vinland Saga : le narrateur

### Jeux vidéo
- 1994 : Aladdin : Atelier de jeux : le Génie
- 1996 : Toonstruck : Nefarius
- 1996 : Toy Story : livre animé interactif : Buzz l'Éclair
- 1998 : En Quête de Maths avec Aladdin : le Génie
- 1999 : Toy Story 2 : Buzz l'Éclair à la rescousse ! : Buzz l'Éclair
- 1999 : Indiana Jones et la Machine infernale : Indiana Jones
- 2000 : Aladdin : La Revanche de Nasira : le Génie
- 2001 : Les Aventures de Buzz l'Éclair : Buzz l'Éclair
- 2001 : Toy Story Racer : Buzz l'Éclair
- 2002 : Kingdom Hearts : le Génie et Oogie Boogie
- 2002 : Monstres et Cie : Henry J. Waternoose
- 2002 : Monstres et Cie : L'Île de l'épouvante : Henry J. Waternoose
- 2003 : Le Monde de Nemo : Bruce le requin
- 2003 : Tomb Raider : L'Ange des ténèbres : Joachim Karel et Bernard
- 2003 : Indiana Jones et le Tombeau de l'empereur : Indiana Jones
- 2006 : Kingdom Hearts 2 : Shan Yu, le Génie et Oogie Boogie
- 2008 : Disney Think Fast : le Génie
- 2009 : SOS Fantômes, le jeu vidéo : Dr Raymond Stantz
- 2009 : Toy Story Mania! : Buzz l'Éclair
- 2010 : Toy Story 3 : Buzz l'Éclair
- 2011 : Kinect: Disneyland Adventures : Buzz l'Éclair / le Génie / Bruce
- 2012 : Kinect Héros : Une aventure Disney-Pixar : Buzz l'Éclair
- 2015 : Call of Duty: Black Ops III : Nero Blackstone[an]
- 2016 : Lego Star Wars : Le Réveil de la Force : Han Solo[ao]
- 2021 : Escape 2222 : Leroy de Prenelle
- 2022 : Disney Dreamlight Valley : Buzz l'Éclair
- 2024 : Indiana Jones et le Cercle ancien : Indiana Jones[ap]

### Web-séries
- 2020 : Joueur du Grenier - 11 ans de JDG : le vice-roi Frangipanus et voix off[12]
- 2021 : LeLoup5.1 - Les Chroniques du Dolby - Twin Dragons : Dinkynor le dragon[13]
- 2021 : Captain Maks - Je suis Batman : Batman, le narrateur[14]

### Fictions audio
- 2021 : Lanfeust de Troy : narrateur du trailer de présentation (bande dessinée audio)
- 2021 : Long John Silver : Long John Silver (bande dessinée audio)

### Direction artistique
- 1986 : Highlander[15]

## Voix-off

### Bandes-annonces
- Alien 3
- Aladdin
- Les Aristochats
- Au-delà
- Batman et Robin
- La Belle et la Bête
- Capitaine Albator : Mémoires de l'Arcadia[16]
- Dernières Heures à Denver
- Expendables : Unité spéciale
- Harry Potter et l'Ordre du Phénix, Harry Potter et la Coupe de feu, Harry Potter et le Prince de sang-mêlé
- Haute Sécurité
- Hugo Cabret
- Kung Fu Panda
- Kung Fu Panda 2
- La Fin des temps
- Largo Winch (pub TV)
- Le Goût de la vie
- Le Labyrinthe de Pan (pub TV)
- Les Goonies
- Love Gourou
- Mad Max : Au-delà du dôme du tonnerre
- Maverick
- Magnolia
- Megamind
- Mission impossible : Fallout
- Le Monde de Narnia : L'Odyssée du Passeur d'Aurore
- Les Noces funèbres
- Overwatch (Carte Blizzard World)
- Papa est un fantôme
- Piège en haute mer
- La Planète des Singes
- Pokémon, le film : Mewtwo contre-attaque ; Pokémon 2 : Le pouvoir est en toi ; Pokémon 3 : Le Sort des Zarbi
- Police Academy 2 : Au boulot !
- Police Academy 5 : Débarquement à Miami Beach
- Porco Rosso
- Rambo 2 : La Mission
- Rambo 3
- Ratchet et Clank
- Retour vers le futur
- Rush Hour 3
- Scooby-Doo 2 : Les monstres se déchaînent
- Shrek
- Sonic, le film
- Space Battleship
- Spider-Man 3
- Sweeney Todd : Le Diabolique Barbier de Fleet Street
- Tango et Cash
- Tigre et Dragon
- Toy Story 4
- The Mask
- Turner et Hooch
- Vaillant, pigeon de combat !
- Le Voyage extraordinaire de Samy
- WALL-E

### Publicités
- Maître Sega (« Sega, c'est plus fort que toi ! ») dans les publicités françaises (Janvier-août 1992)
- Jingles des radios NRJ (depuis 1993) et Rire et Chansons de 1995 à 2000
- Publicité pour Le Livre animé interactif Toy Story : Buzz l'Eclair (1996)
- Publicité du jeu vidéo Final Fantasy VII (1997)
- Publicité française du jeu vidéo FIFA 98 : En route pour la Coupe du monde sur PlayStation (1997)
- Publicité de la société Apple (Jeff Goldblum) (1998)
- Publicité française du jeu vidéo Medievil (1998)
- Publicité française du jeu vidéo Moto Racer 2 sur PlayStation (1998)
- Publicité française des jeux vidéo Crash Bandicoot 3: Warped et Crash Team Racing (1998 et 1999)
- Publicité française des jeux vidéo Spyro the Dragon et Spyro 2: Gateway to Glimmer (1998 et 1999)
- Publicité française des jeux vidéo Tomb Raider 3 : Les Aventures de Lara Croft et Tomb Raider : La Révélation finale (1998 et 1999)
- Publicité française du jeu vidéo Tarzan sur PlayStation (1999)
- Jingles dans les VHS de l'éditeur 20th Century Fox Home Entertainment en France (Depuis 1999)
- Publicité McDonald's : Buzz l'Eclair (2000)
- Publicité des sorties VHS et DVD sur les premiers films Harry Potter
- Documentaire Star Wars : L'Empire des rêves (2004) : Harrison Ford
- Le Refaisage de Jérôme Genevray et Fouad Benhammou (parodie de Matrix) (2004)
- Publicité de The Essential Michael Jackson[17] (2005)
- Publicité de Friskies chat stérilisé (« Brandon Miaou » - 2010)
- Publicité française du jeu vidéo Splatoon (2015)
- Publicité LesFurets.com (depuis 2020)
- Publicité des cookies Delacre (mai 2021)
- Publicité Vivo (2022)
- Publicité Lesfurets (2024)
- Publicité Fleury Michon Wok & Go (2024)

### Radio / streaming / podcasts
- NRJ : voix off depuis 1993 puis Rire & Chansons aussi de 1995 à 2000
- 2021 : voix off de PoubelleTV (chaîne Twitch)
- 2024 : voix off lors du dernier épisode de 2 heures de perdues enregistré à l'Olympia en live

### Attractions et spectacles
- Puy du Fou : le gouverneur romain (Le Signe du triomphe - 2011) / Le narrateur et Dartagnan (Mousquetaires de Richelieu - 2006) / La Cinéscénie
- Disneyland Paris : 
  - Tapis Volants d'Aladdin : le Génie (ouverture : 16 mars 2002)
  - Star Wars : La Saison de la Force : narrateur (à partir du 14 janvier 2017)
- Sommes-nous seuls dans l'univers ?, court métrage visible au planétarium de la Cité de l'espace à Toulouse (2006)
- Quincy Jones Presents Off the Wall, Thriller & Bad (2019) à Paris : voix off du concert
- Étincelle, la malédiction de l'opale noire, court métrage 4D au Futuroscope : voix de Ténèbre (2023)
- NRJ Music Awards 2023 : voix off[18]

### Chaînes et émissions de télévision
- NRJ Music Awards : depuis 2000
- NRJ 12 : 2005-2025
- Danse avec les stars : depuis 2011
- Boyard Land (saison 2) : 2020-2021

### Musique
- 2001 : Saïan Supa Crew : Polices (issu de l'album X Raisons)
- 2020 : Morgan Willis : Supernova (à la recherche d'Adhara)